# Croix du Thuit-Signol
La croix du Thuit-Signol est un monument situé à  Le Thuit-Signol, en France.

## Historique
L'édifice est daté du XVe siècle-XVIIIe siècle.
La croix est inscrite comme monument historique depuis le 16 décembre 1961.